# Cortinarius praestans
Cortinarius praestans (Cordier) Gillet (1876) è un fungo basidiomicete appartenente al genere Cortinarius.

## Descrizione

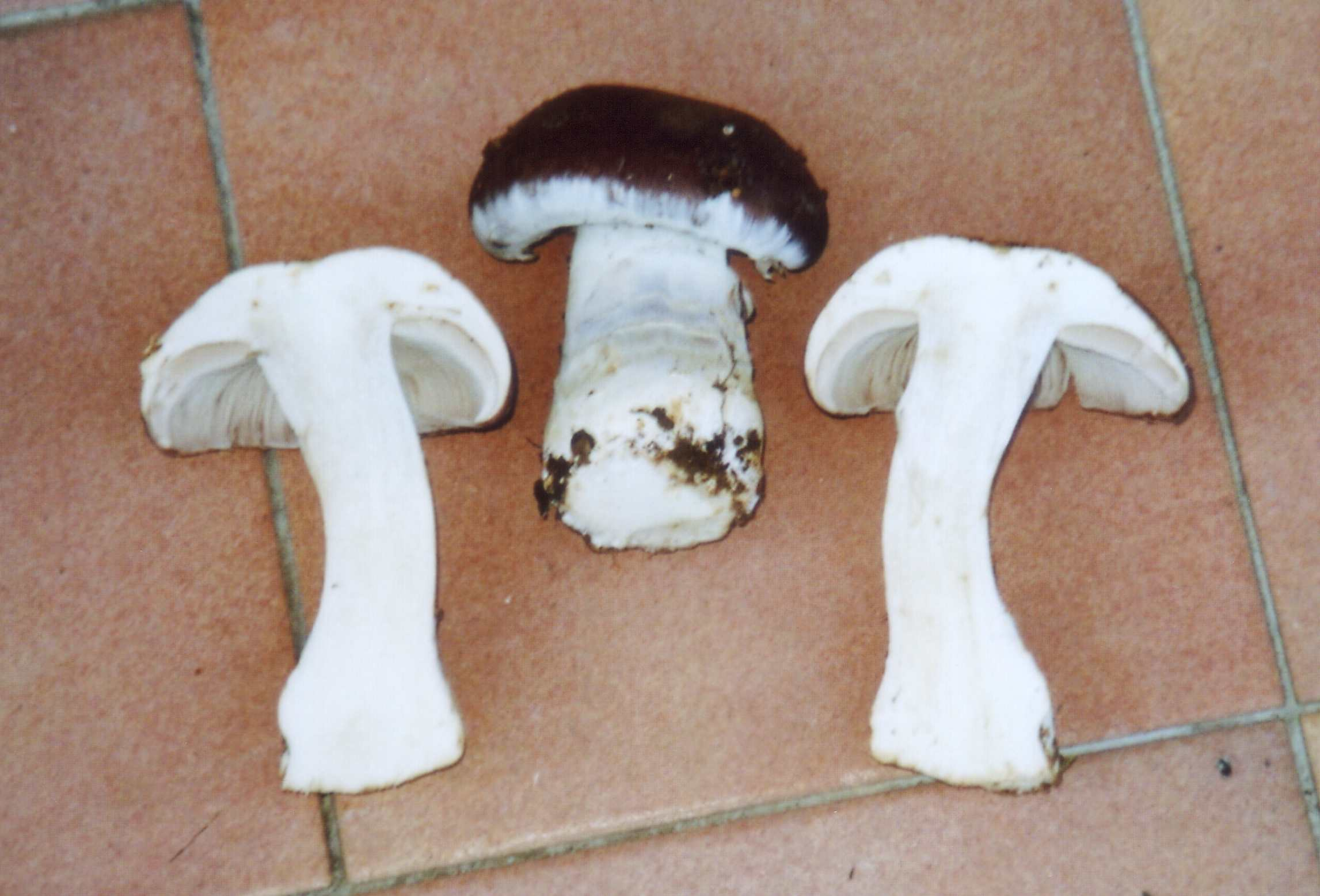
Esemplare di C. praestans sezionato

Il cappello degli esemplari maturi è convesso, piuttosto grande (10-20 cm di diametro) e un po' ruvido sui margini, i quali risultano arrotondati. La superficie del cappello è color castagna o color cioccolato, con lievi sfumature violacee. Presenta una leggera copertura di fibre superficiali e resti di velo che possono apparire come piccole scaglie ben adese al cappello. Le lamelle di C. praestans sono dapprima biancastre, con una sfumatura color ametista, diventando di colore grigio-brunastro con l'invecchiamento del fungo; esse sono adnate, molto vicine fra loro e presentano generalmente creste ondulate.
Il gambo è alto 10-15 cm e ha un diametro di 3-5 cm; è spesso, robusto ed è più rigido verso la base, dove diventa più bulboso. La superficie esterna del gambo è ricoperta da filamenti setosi ed è biancastro-violaceo negli esemplari giovani, divenendo in seguito completamente bianco; la consistenza filamentosa del gambo aumenta con l'invecchiamento dell'esemplare. La carne di C. praestans è biancastra, consistente, quasi inodore e dal sapore delicato.
La sporata di Cortinarius praestans è color ocra-ruggine; le spore sono leggermente affusolate, con una forma che ricorda quella di un limone, una superficie ruvida e dimensioni di 15-17 per 8-10 micrometri. I bordi delle spore hanno basidi sterili degenerati larghi 10-11 e sporgenti 10–12 micrometri. I basidi fertili di C. praestans, invece, misurano 30-35 per 12-13 micrometri.

## Distribuzione e habitat
I corpi fruttiferi del fungo crescono nelle foreste decidue, prediligendo i suoli calcarei. C. praestans è particolarmente comune in Europa occidentale, specie tra Regno Unito e Francia. È uno dei 35 funghi ad aver ottenuto protezione legale in Ungheria, della quale gode dal 2005 e che comporta sanzioni pecuniarie per chi raccoglie il fungo.

## Commestibilità
Il fungo è considerato ottimo commestibile.

## Ricerca
Un particolare estratto di Cortinarius praestans ha dimostrato avere efficacia antibatterica, agendo contro colonie di Pseudomonas aeruginosa e di Staphylococcus aureus.